# 新田義方
新田 義方（にった よしかた、1941年もしくは1942年 - 2016年12月16日）は、日本のアニメーション演出家、アニメーション監督、脚本家。

## 来歴
代表作に『Gu-Guガンモ』、『トランスフォーマーV』、『銀河烈風バクシンガー』などがある。
『タイガーマスク』や『魔法使いサリー』の頃から演出を行っていたベテランの演出家であり（東映最年長の勝間田具治より1年遅い演出デビューである）、ロボットアニメや魔法少女アニメ、ハーレムアニメやボーイズラブ系アニメなど、幅広いジャンルの演出をこなしていた。新しい技法などの導入にも積極的で『ゲッターロボ號』の第19話「メタルビーストの亡霊」ではモーション・コントロール・カメラによる撮影を行った。
東映動画・東映アニメーション（東映動画に下請けをさせていた国際映画社の作品も含む）での仕事が大半であるが、日本アニメーション、和光プロダクション、ナック、東京ムービー→東京ムービー新社→キョクイチ東京ムービー→トムス・エンタテインメント、Aプロダクション→シンエイ動画でも本名で絵コンテ・演出・総監督・チーフディレクターを務めていた。
2016年12月16日に死去。75歳没。

## 主な参加作品

### テレビアニメ
- 宇宙パトロールホッパ （1965年、演出・演出助手）
- ハッスルパンチ （1965-1966年、演出・脚本）
- 魔法使いサリー （1966-1968年、演出）
- ピュンピュン丸 （1967年、演出・脚本木村長門 名義）
- サイボーグ009  （1968年、演出）
- ゲゲゲの鬼太郎 第1シリーズ（1968年、演出）
- タイガーマスク （1969年、演出）
- ひみつのアッコちゃん （1969-1970年、演出）
- ゲゲゲの鬼太郎・第2シリーズ（1971年、演出）
- 国松さまのお通りだい （1971-1972年、作画監督）
- 天才バカボン（1971-1972年、コンテ（別名義使用））
- デビルマン（1972-1973年、演出）
- 荒野の少年イサム （1973年、ディレクター）
- 空手バカ一代（1973-1974年、コンテ）
- チャージマン研!（1974年、コンテ）
- ダメおやじ (1974-1975年、演出）
- 魔女っ子メグちゃん （1974-1975年、演出）
- 一休さん（1975-1982年、演出）
- 鋼鉄ジーグ （1975-1976年、演出）
- マシンハヤブサ （1976年、演出）
- マグネロボ ガ・キーン （1976-1977年、演出）
- 合身戦隊メカンダーロボ （1977年、監督）
- ルパン三世 (TV第2シリーズ)（1977-1980年、コンテ）
- 女王陛下のプティアンジェ（1977-1978年、演出）
- 無敵鋼人ダイターン3（1978年-1979年、コンテ）
- SF西遊記スタージンガー （1978-1979年、演出）
- 銀河鉄道999 （1978年、演出）
- くじらのホセフィーナ（1979年、演出）
- サイボーグ009（1979年-1980年、コンテ）
- 花の子ルンルン（1979年-1980年、演出）
- こぐまのミーシャ （1979年、総監督・演出） - 『フランダースの犬』・『ペリーヌ物語』等、当時の日本アニメーション作品の一部は、総監督が全話の演出を行っており、新田は本作で全話の演出を行っている。
- がんばれ元気（1980-1981年、演出）
- 釣りキチ三平 （1980-1982年、チーフディレクター）
- ハニーハニーのすてきな冒険 （1980年、演出）
- まんが水戸黄門 （1981-1982年、チーフディレクター[2]・演出）
- J9シリーズ
  - 銀河旋風ブライガー （1981年-1982年、演出）
  - 銀河烈風バクシンガー （1982年-1983年、チーフディレクター[3]・演出）
- イタダキマン（1983年、演出）
- OKAWARI-BOY スターザンS（1984年、コンテ）
- Gu-Guガンモ （1984-1985年、シリーズディレクター）
- コンポラキッド（1985年、演出）
- ビックリマン（1987年-1989年、演出）
- 仮面の忍者 赤影（1987年-1988年、演出）
- 夢見るトッポ・ジージョ （1988年、絵コンテ）
- 戦え!超ロボット生命体 トランスフォーマーV （1989年、シリーズディレクター）
- 笑ゥせぇるすまん  （1989-1992年、演出・絵コンテ）
- もーれつア太郎 （1990年、演出）
- DRAGON QUEST -ダイの大冒険-（1991年-1992年、演出）
- ゲッターロボ號（1991年-1992年、演出）
- 剣勇伝説YAIBA（1993年-1994年、演出）
- 南国少年パプワくん （1992-1993年、絵コンテ・演出）
- ツヨシしっかりしなさい （1992年-1994年、演出・絵コンテ）
- コボちゃん （1992年-1994年、絵コンテ・演出）
- バトルスピリッツ 龍虎の拳 （1993、演出）
- おまかせスクラッパーズ （1994年、演出）
- レッドバロン （1994年、絵コンテ・演出）
- 魔法騎士レイアース（1995年、演出）
- 超特急ヒカリアン （1997年-2000年、監督）
- エルフを狩るモノたちII （1997年、絵コンテ）
- 遊☆戯☆王（1998年、演出）
- グランダー武蔵RV （1998年、絵コンテ）
- スーパーミルクチャン（1998年、演出）
- スーパードール★リカちゃん（1999年、演出）
- 宇宙海賊ミトの大冒険 2人の女王様（1999年、演出）
- モンスターファーム 〜伝説への道〜 （2000年、演出）
- 闇の末裔 （2000年、演出）
- ドッとKONIちゃん （2001年、演出）
- キャプテン翼（第二期） （2001-2002年、演出）
- ベイベーばあちゃん （2002年、演出）
- スパイラル －推理の絆－ （2002-2003年、演出）
- 妄想科学シリーズ ワンダバスタイル （2003年、演出）
- MEZZO -メゾ- （2004年、演出）
- 月は東に日は西に 〜Operation Sanctuary〜 （2004年、演出）
- 神無月の巫女 （2004年、演出）
- SAMURAI 7 （2004年、演出）
- 砂ぼうず （2004年、演出）
- うえきの法則 （2005年、演出）
- 落語天女おゆい （2006年、演出）
- ぷるるんっ!しずくちゃん （2006-2008年、演出）
- エア・ギア （2006年、演出）
- 銀色のオリンシス （2006年、演出）
- 史上最強の弟子ケンイチ （2007年、演出）
- ムシウタ （2007年、演出）
- ケンコー全裸系水泳部 ウミショー （2007年、演出）
- もえたん （2007年、演出）
- イタズラなKiss （2008年、演出）
- TYTANIA -タイタニア- （2008-2009年、演出）
- アラド戦記 〜スラップアップパーティー〜 （2009年、絵コンテ）
- テレビまんが 昭和物語 （2011年、演出）
- 銀河へキックオフ!! （2012年、演出・絵コンテ）
- ハイスクールD×D NEW （2013年、演出）
- 神のみぞ知るセカイ 女神篇 （2013年、演出）
- ゴールデンタイム （2013年、演出）
- 未確認で進行形 （2014年、演出）
- おしえて! ギャル子ちゃん （2016年、演出）※遺作

### OVA
- 恐怖新聞 （1991年、演出）
- 永遠のフィレーナ （1992年-1993年、監督）
- 春を抱いていた （2005年、監督・絵コンテ）
- 円盤皇女ワるきゅーレ 星霊節の花嫁 （2005年、演出）